# Escola eleática
Escola eleática é uma escola filosófica pré-socrática. Recebeu esse nome em função da cidade Eleia (da antiga Magna Grécia), situada no sul da Itália e local de seu florescimento e beleza. Nessa escola encontramos quatro grandes filósofos: Xenófanes, Parmênides, Zenão e Melisso. Nesse grupo famoso de pensadores, as questões filosóficas concentram-se na comparação entre o valor do conhecimento sensível e o do conhecimento racional. De suas reflexões, resultou que o único conhecimento válido é aquele fornecido pela razão.